# Arrojadoa rhodantha
Arrojadoa rhodantha es una especie de planta suculenta perteneciente al género Arrojadoa, dentro de la familia Cactaceae. Es endémica de Brasil.

## Descripción

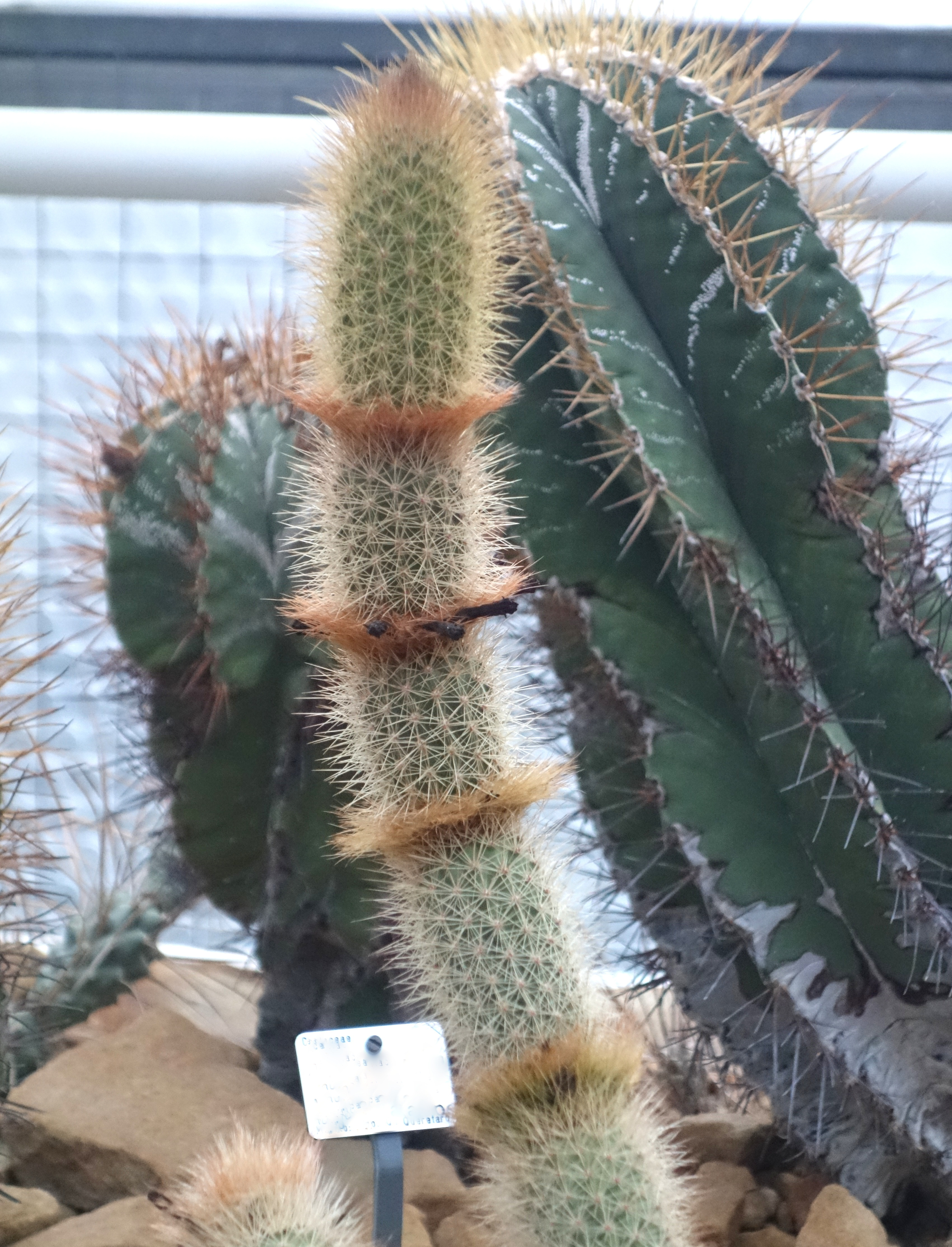
Detalle del tallo

Arrojadoa rhodantha es una especie de cactus que crece de forma arbustiva, en posición vertical o inclinada, alcanzando un tamaño de hasta 2 metros de altura. Las raíces son fibrosas, y los tallos son de color verde oscuro, cilíndricos, segmentados y tienen un diámetro de 2 a 5 centímetros. 
Los tallos tienen de 10 a 12 costillas muy superficiales, y las areolas son de 10 a 12 milímetros con espinas que van de color blanco a amarillento marrón. Presentan de 5 a 6 espinas centrales, fuertes y de hasta 3 centímetros de largo y unas 20 espinas radiales de 1,2 centímetros. 
El cefalio del extremo de los tallos está formado por lana marrón y cerdas de color marrón rojizo. Las flores son de color rojo púrpura y rosa violeta, y miden hasta 3,5 cm, con un diámetro de 1,2 centímetros. Los frutos son esféricos, de color rojo y alcanzan un diámetro de 2 cm.

## Distribución y hábitat
El área de distribución nativa de esta especie es Brasil (desde el sureste de Piauí hasta el norte central de Minas Gerais) y crece principalmente en el bioma tropical estacionalmente seco, en áreas rocosas. 

## Taxonomía
La primera descripción de esta especie fue como Cereus rhodanthus, publicada en 1908 por el botánico alemán Robert Louis August Maximilian Gürke en la revista científica Monatsschrift für Kakteenkunde 18: 69.
Más tarde, los botánicos estadounidenses Nathaniel Lord Britton y Joseph Nelson Rose trasladaron la especie al género Arrojadoa, por lo que pasó a llamarse Arrojadoa rhodantha. Registraron estos cambios en el libro The Cactaceae; descriptions and illustrations of plants of the cactus family 2: 170–171, t. 25, f. 4, t. 27, f. 1, publicado en 1920.
Etimología
- Arrojadoa: nombre genérico que fue otorgado en honor al brasileño Miguel Arrojado Lisboa, superintendente de los Ferrocarriles de Brasil en la época en que Britton y Rose describieron el género en 1920.[4]
- rhodantha: epíteto específico que deriva de las palabras griegas rhodos (que significa 'rosa roja') y anthos (que significa 'flor'), haciendo referencia al color rojo de la flor de la especie.[5]

Sinonimia
- Arrojadoa aureispina Buining & Brederoo, 1972
- Arrojadoa aureispina var. anguinea P.J.Braun & Esteves, 1988
- Arrojadoa aureispina var. guanambensis P.J.Braun & Heimen, 1980
- Arrojadoa canudosensis Buining & Brederoo, 1972
- Arrojadoa horstiana P.J.Braun & Heimen, 1981
- Arrojadoa rhodantha var. anguinea (P.J.Braun & Esteves) P.J.Braun & Esteves, 1995
- Arrojadoa rhodantha subsp. aureispina (Buining & Brederoo) P.J.Braun & Esteves, 1995
- Arrojadoa rhodantha subsp. canudosensis (Buining & Brederoo) P.J.Braun, 1988
- Arrojadoa rhodantha var. guanambensis (P.J.Braun & Heimen) P.J.Braun & Esteves, 1995
- Arrojadoa rhodantha var. occibahiensis P.J.Braun, 1985
- Arrojadoa rhodantha subsp. reflexa P.J.Braun, 1983
- Arrojadoa rhodantha var. theunisseniana (Buining & Brederoo) P.J.Braun, 1988
- Arrojadoa theunisseniana Buining & Brederoo, 1973
- Cephalocereus rhodanthus (Gürke) Werderm., 1932
- Cereus rhodanthus Gürke, 1908 (Basónimo)

## Estado de conservación
En la Lista Roja de Especies Amenazadas de la UICN, la especie está clasificada como de “Preocupación Menor (LC)”.

## Usos
Se cultiva principalmente como planta ornamental.

## Galería

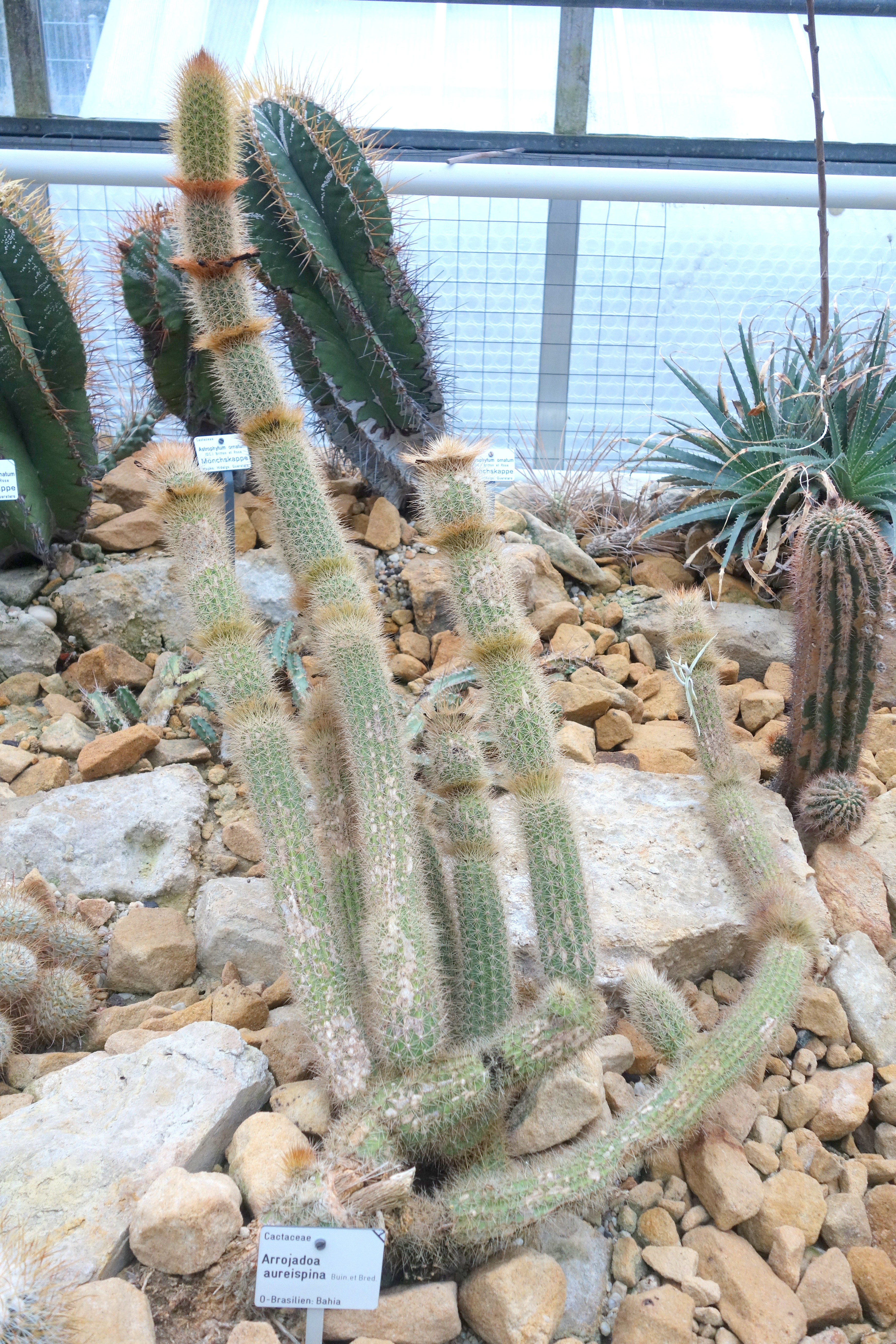
Porte de la planta
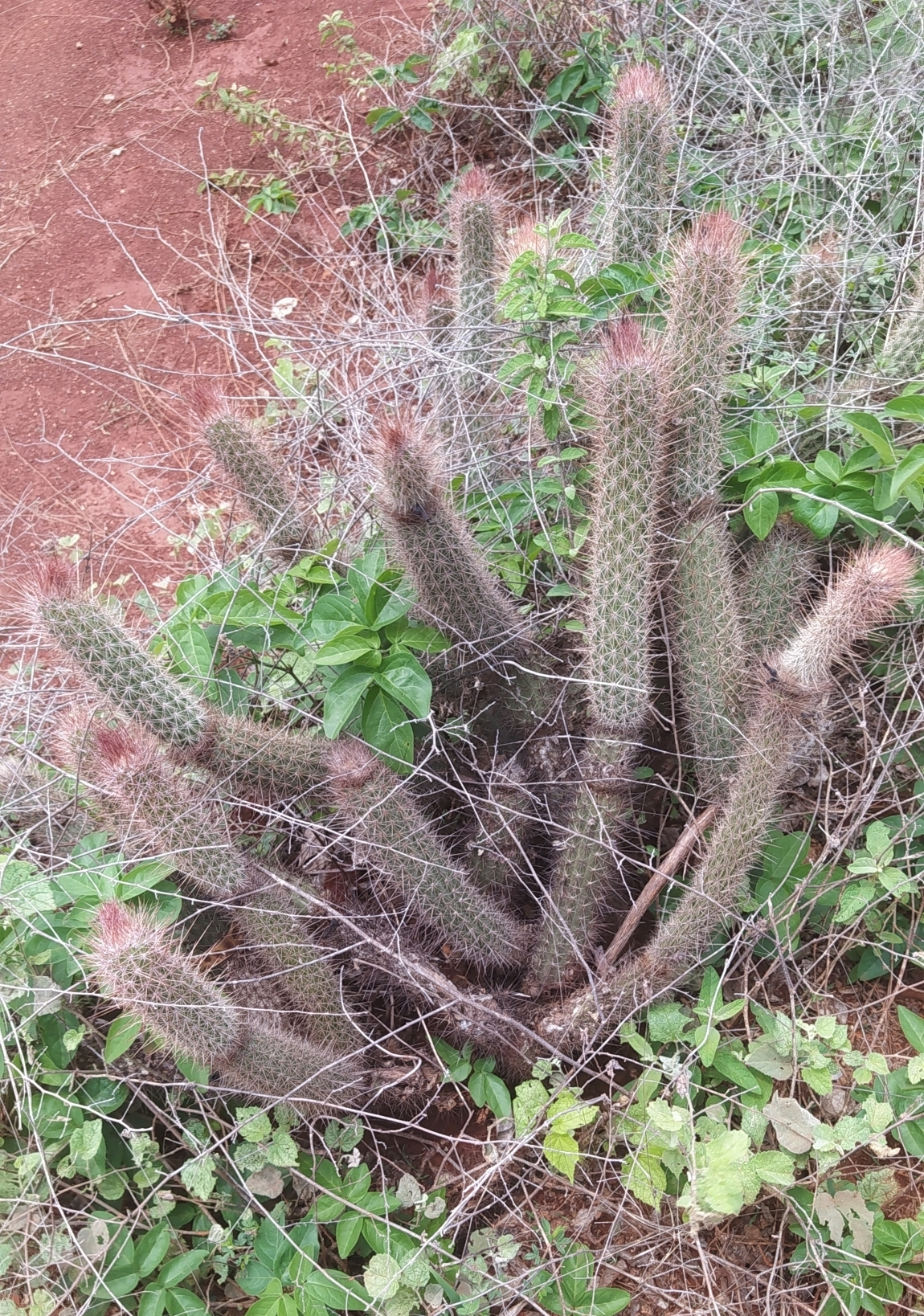
Planta en su hábitat
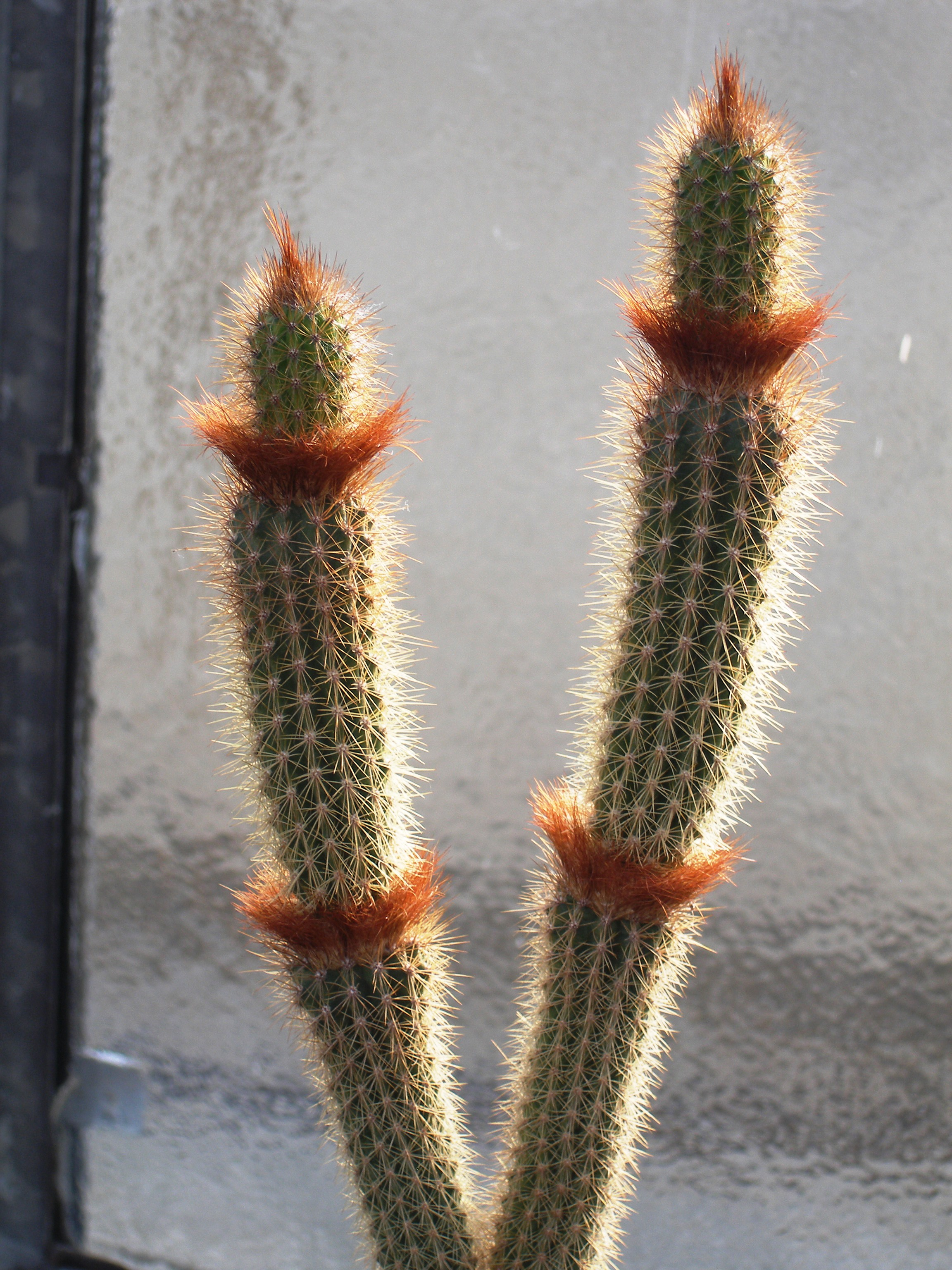
Detalle de los cefalios
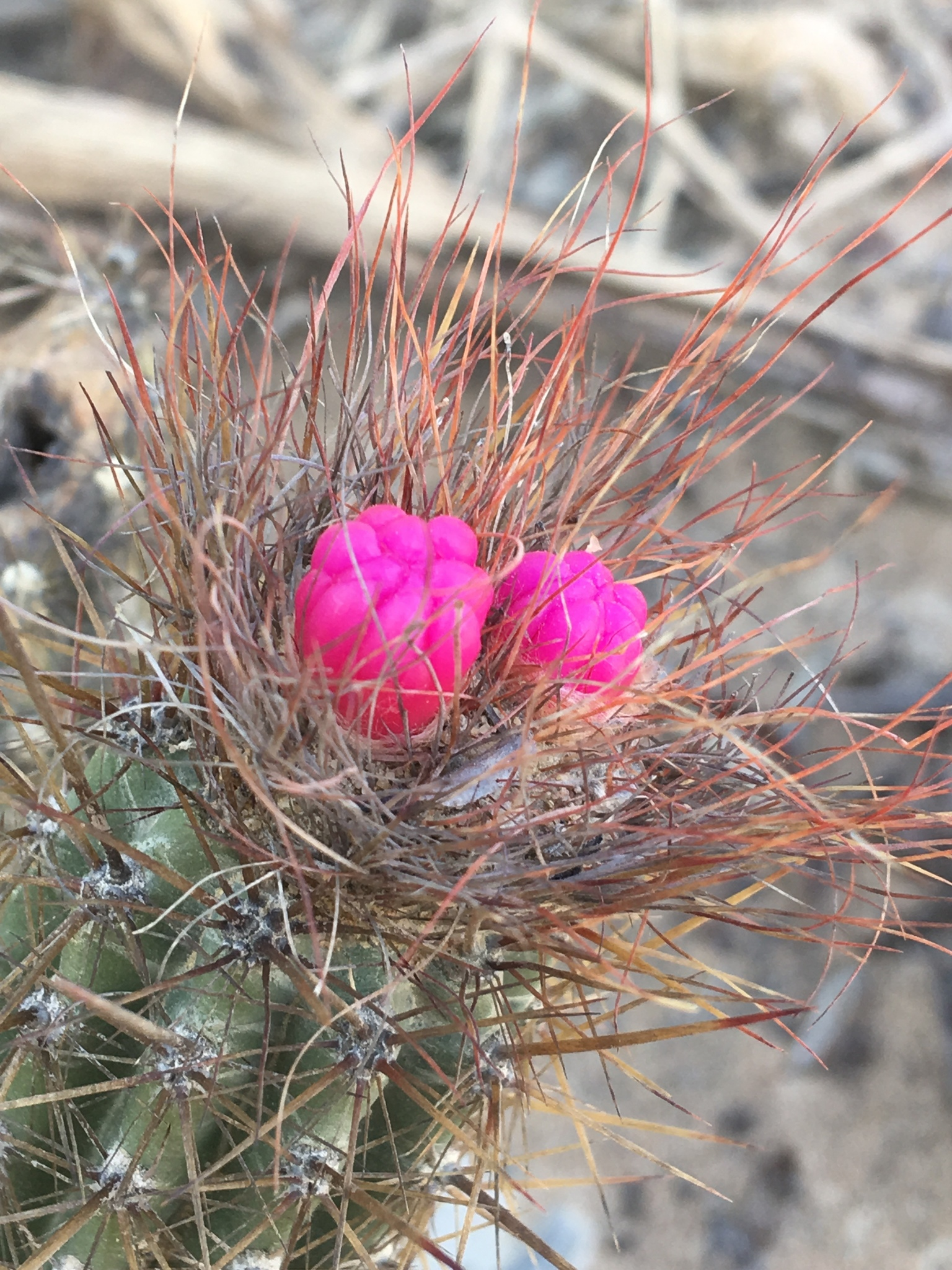
Detalle de las flores
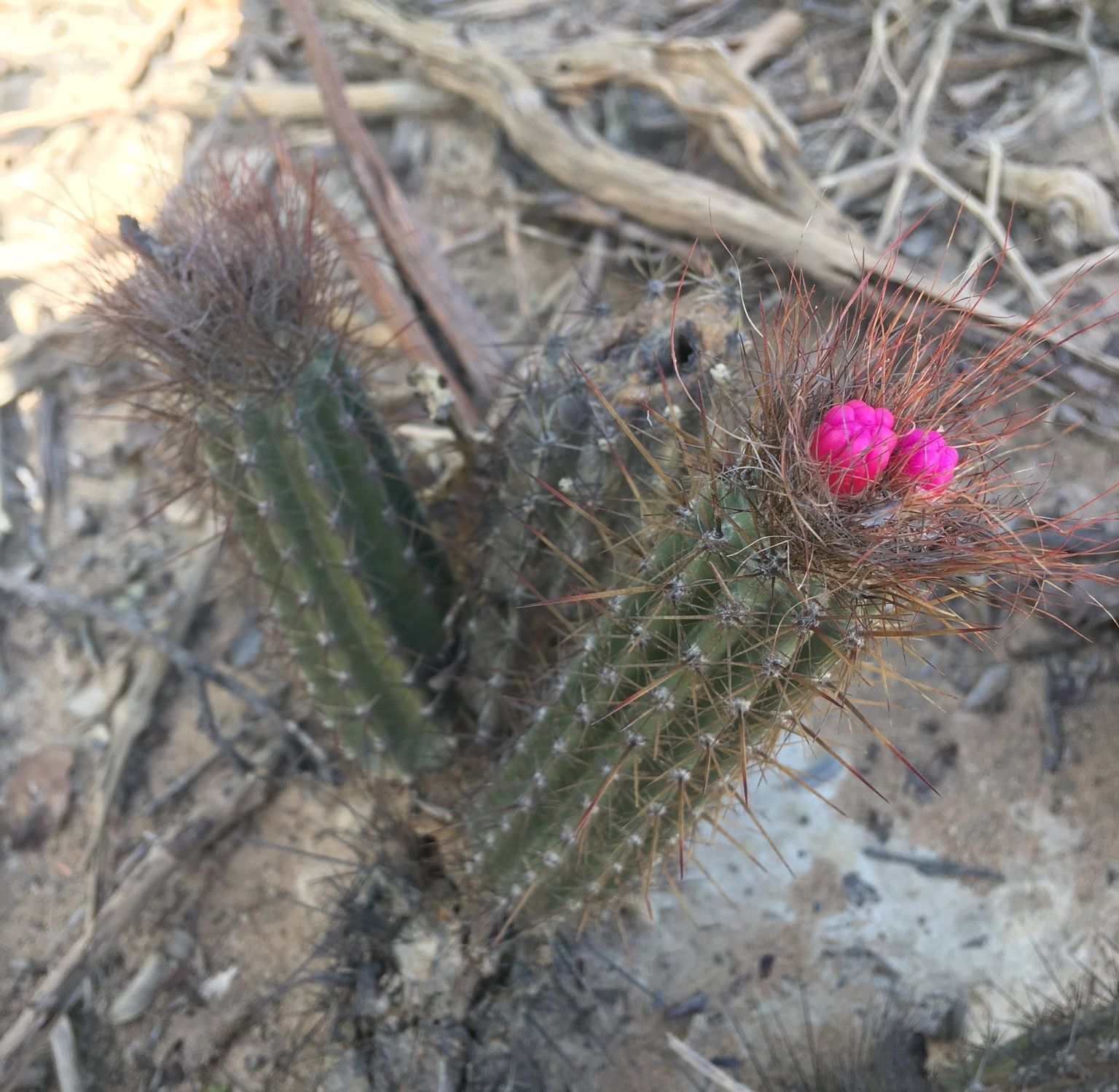
Detalle de los tallos